# Antarchaea olivescens
Antarchaea olivescens là một loài bướm đêm trong họ Noctuidae.